# Stigmomyrmex
Stigmomyrmex (лат.) — род вымерших муравьёв (Formicidae) из подсемейства Myrmicinae.

## Распространение
Европа.

## Описание
Обнаружены в балтийском янтаре. Возраст находки около 34—43 млн лет (эоцен). Стебелёк между грудкой и брюшком состоит из двух члеников: петиолюса и постпетиолюса (последний чётко отделён от брюшка).

## Систематика
Систематическое положение рода определялось в трибах Formicoxenini и Crematogastrini.
- †Stigmomyrmex rugulosus Radchenko and Dlussky, 2017
- †Stigmomyrmex venustus Mayr, 1868 typus